# Aspeboda landskommun
Aspeboda landskommun var en kommun i dåvarande Kopparbergs län (nu Dalarnas län).

## Administrativ historik
Kommunen bildades 1863 i Aspeboda socken i Dalarna.
Vid kommunreformen 1952 inkorporerades kommunen i Stora Kopparbergs landskommun.
Området ingår sedan 1971 i Falu kommun.